# Nyitrai kerület
A Nyitrai kerület (szlovákul Nitriansky kraj) közigazgatási egység Délnyugat-Szlovákiában. Délen Magyarország, nyugaton a Nagyszombati kerület, északon a Trencséni kerület, keleten a Besztercebányai kerület határolja.
Területe 6343 km², lakosainak száma 689 867 (2011), székhelye Nyitra (Nitra). Területén 169 460 magyar él.
2001-ben 713 422 lakosának 27,6%-a, azaz 196 609 fő volt magyar nemzetiségű.
Meghatározó tájegységei a Duna, a Nyitra és a Garam folyók völgyei. A kerület déli részein nagy számú magyar népesség él, melynek kulturális központja Komárom városa.

## Népessége
| Év:            | 1994.   | 2004.   | 2014.   | 2024.   |
| -------------- | ------- | ------- | ------- | ------- |
| Emberek száma: | 718 358 | 709 350 | 684 922 | 665 600 |
| Eltérés:       |         | -1,25 % | -3,44 % | -2,82 % |

| Év:            | 2023.   | 2024.   |
| -------------- | ------- | ------- |
| Emberek száma: | 668 301 | 665 600 |
| Eltérés:       |         | -0,40 % |

## Járások
A kerület a következő 7 járásból (okres) áll:

| Járásnév              | Járásnév            | Székhely                     | Terület (km²) | Népesség (2011) (fő) | Magyarság (2011) | Magyarság (2011) |
| magyarul              | szlovákul           | Székhely                     | Terület (km²) | Népesség (2011) (fő) | száma (fő)       | aránya (%)       |
| --------------------- | ------------------- | ---------------------------- | ------------- | -------------------- | ---------------- | ---------------- |
| Aranyosmaróti járás   | Okres Zlaté Moravce | Aranyosmarót (Zlaté Moravce) | 521,18        | 40 665               | 378              | 0,92             |
| Érsekújvári járás     | Okres Nové Zámky    | Érsekújvár (Nové Zámky)      | 1347,06       | 144 417              | 48 483           | 33,57            |
| Komáromi járás        | Okres Komárno       | Komárom (Komárno)            | 1100,14       | 103 995              | 66 356           | 63,80            |
| Lévai járás           | Okres Levice        | Léva (Levice)                | 1551,14       | 115 367              | 28 085           | 24,34            |
| Nagytapolcsányi járás | Okres Topoľčany     | Nagytapolcsány (Topoľčany)   | 597,64        | 72 257               | 144              | 0,20             |
| Nyitrai járás         | Okres Nitra         | Nyitra (Nitra)               | 870,73        | 159 143              | 9 076            | 5,70             |
| Vágsellyei járás      | Okres Šaľa          | Vágsellye (Šaľa)             | 355,90        | 53 286               | 16 717           | 31,37            |
| Összesen:             | Összesen:           | Összesen:                    | 6 343         | 689 867              | 169 239          | 24,53            |